# Singles número um na Pop Songs em 2014

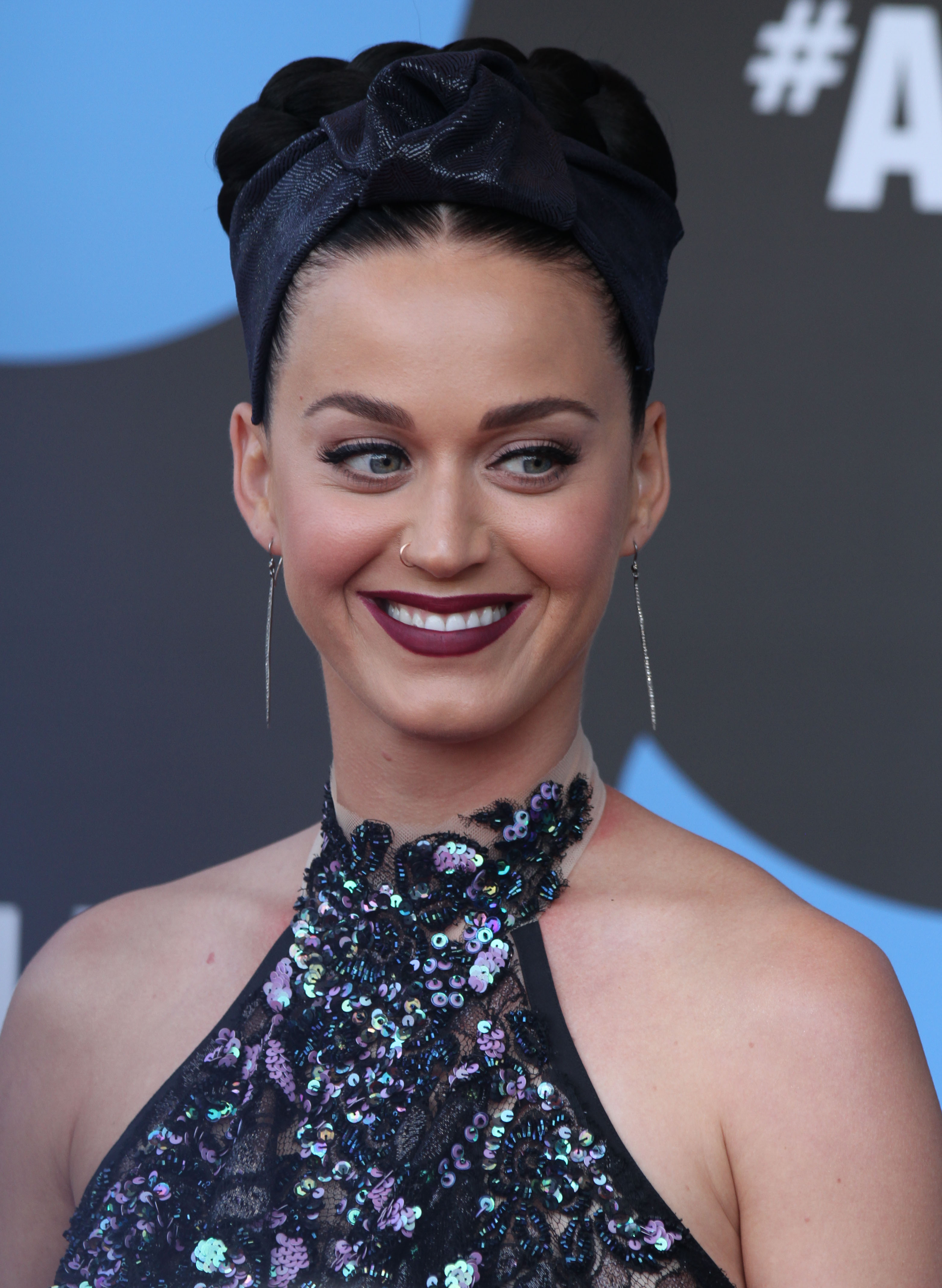
Katy Perry foi a artista mais bem sucedida do ano na Pop Songs, com sua parceria com Juicy J "Dark Horse" obtendo o maior período na liderança da parada em 2014 com cinco semanas seguidas, junto com "All of Me", de John Legend, e tornando-se também a canção mais tocada nas rádios pop ao final do ano.

A lista abaixo apresenta os singles que alcançaram a primeira posição na Pop Songs no ano de 2014. A tabela é publicada semanalmente pela revista Billboard, que classifica as canções mais tocadas nas rádios contemporary hit radio — comumente denominadas de pop — nos Estados Unidos, com base em dados recolhidos pela Nielsen Broadcast Data Systems (Nielsen BDS). Ao decorrer do ano, um total de vinte canções lideraram a tabela nas 52 edições da revista.
"The Monster", parceria de Eminem e Rihanna, foi a canção que iniciou o ano e estendeu sua liderança de outras duas semanas no ano anterior, totalizando cinco semanas consecutivas no topo da lista. "Blank Space", de Taylor Swift, foi a obra que encerrou o período. No total, doze artistas conquistaram seu primeiro número um na Pop Songs, nomeadamente Juicy J, 2 Chainz, John Legend, Ariana Grande, Iggy Azalea, Charli XCX, o duo Nico & Vinz, a banda Magic!, Sam Smith, Meghan Trainor, Rita Ora e Tove Lo. Destes, seis obtiveram sua primeira liderança na parada como artista principal com suas entradas iniciais, Azalea, Nico & Vinz, Magic!, Smith, XCX e Trainor. Duas canções culminaram na tabela por mais tempo: "Dark Horse", de Katy Perry e Juicy J, e "All of Me", de John Legend, ambas com cinco semanas cada. A primeira, no entanto, acabou por tornar-se a mais tocada nas rádios pop em 2014, com Perry sendo listada como a artista mais bem sucedida na tabela no final do ano.
Destaques do ano incluem Iggy Azalea, Charli XCX e Taylor Swift, que foram as únicas a colocarem mais de uma canção no topo da Pop Songs em 2014. A primeira conseguiu três lideranças, mais do que qualquer outro artista, tornando-se ainda apenas a quarta na história da parada a se auto-substituir na primeira posição, sendo a primeira desde o duo OutKast em 2004 e a primeira com suas duas entradas iniciais no periódico. Swift, por sua vez, debutou no número 12 com "Shake It Off", detendo o título de maior estreia da Pop Songs juntamente com "Dreamlover", de Mariah Carey, que constatou na mesma colocação em 1993. Com "Blank Space", seu segundo número um do ano, a intérprete ainda obteve o menor número de semanas preciso para liderar a tabela em 2014, conseguindo o feito em apenas sete ciclos. O cantor Justin Timberlake conquistou sua sétima liderança na Pop Songs com "Not a Bad Thing", ultrapassando Bruno Mars como o cantor com mais lideranças na tabela.

## Histórico

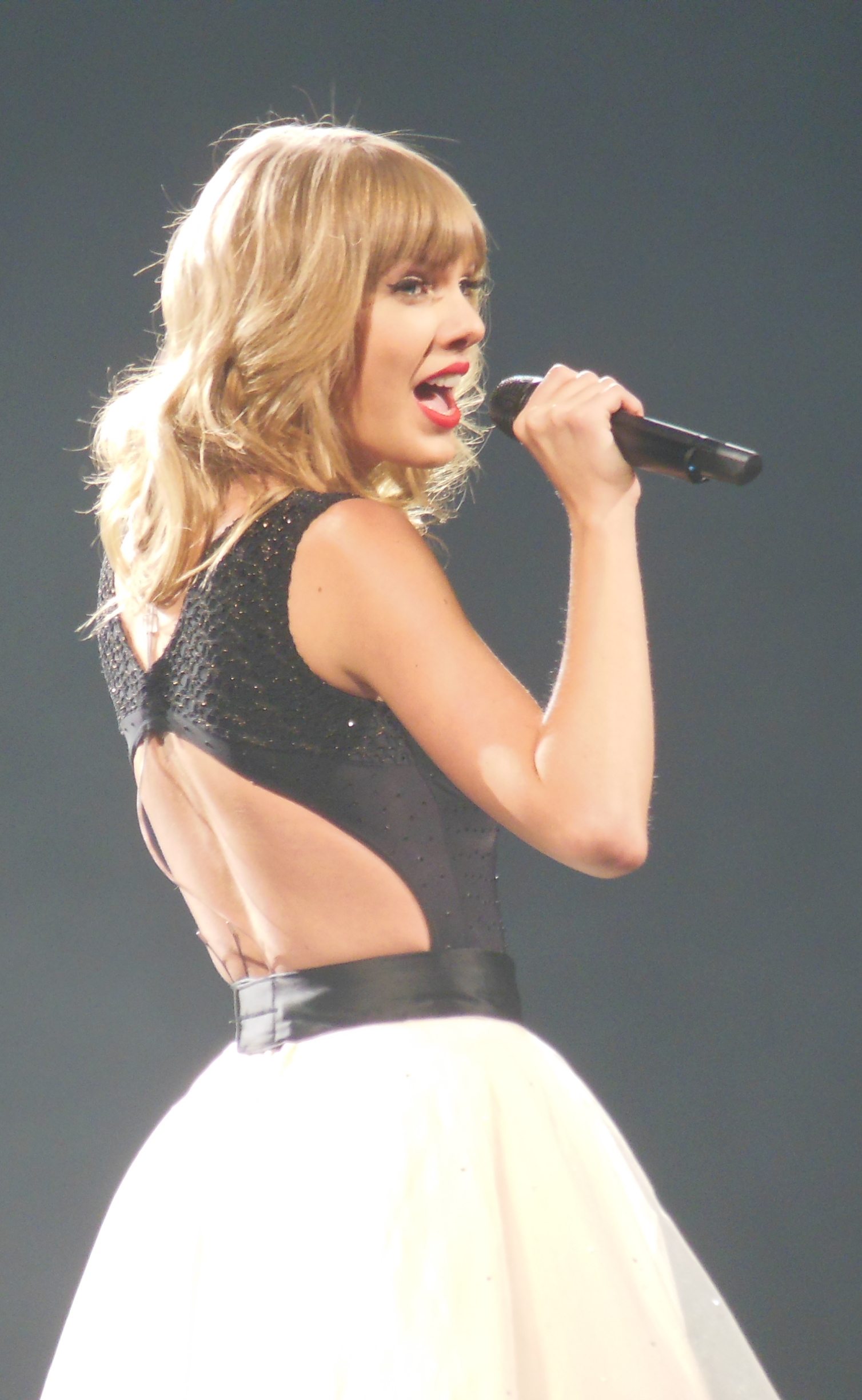
A cantora Taylor Swift conquistou duas lideranças na Pop Songs em 2014, com uma delas, "Shake It Off", estreando no número 12 e detendo juntamente com "Dreamlover", de Mariah Carey, o título de maior estreia da história da tabela.

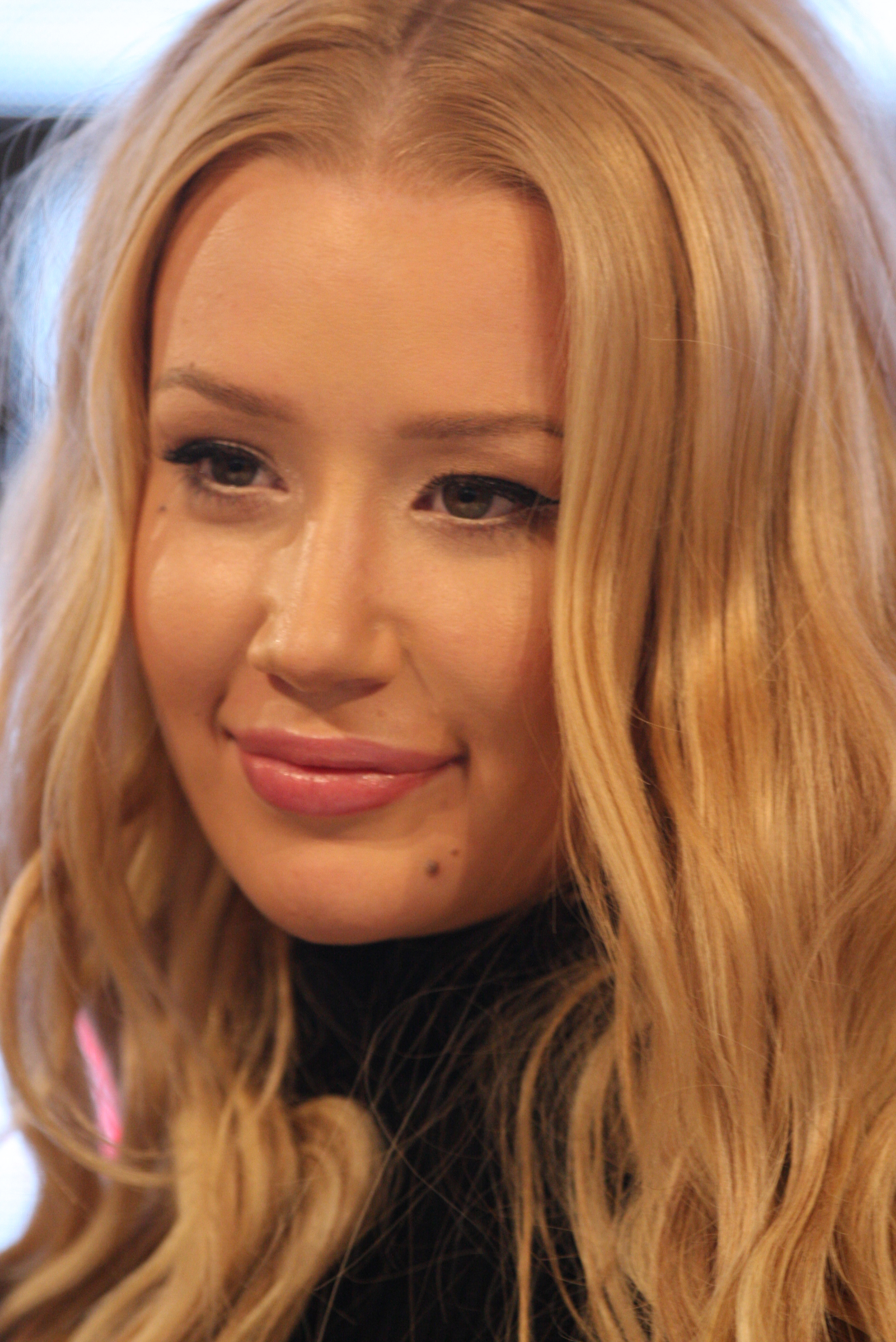
A rapper Iggy Azalea obteve três números um na Pop Songs em 2014, mais do qualquer outro artista, e tornou-se também a quarta na história da tabela a se auto-substituir no topo.

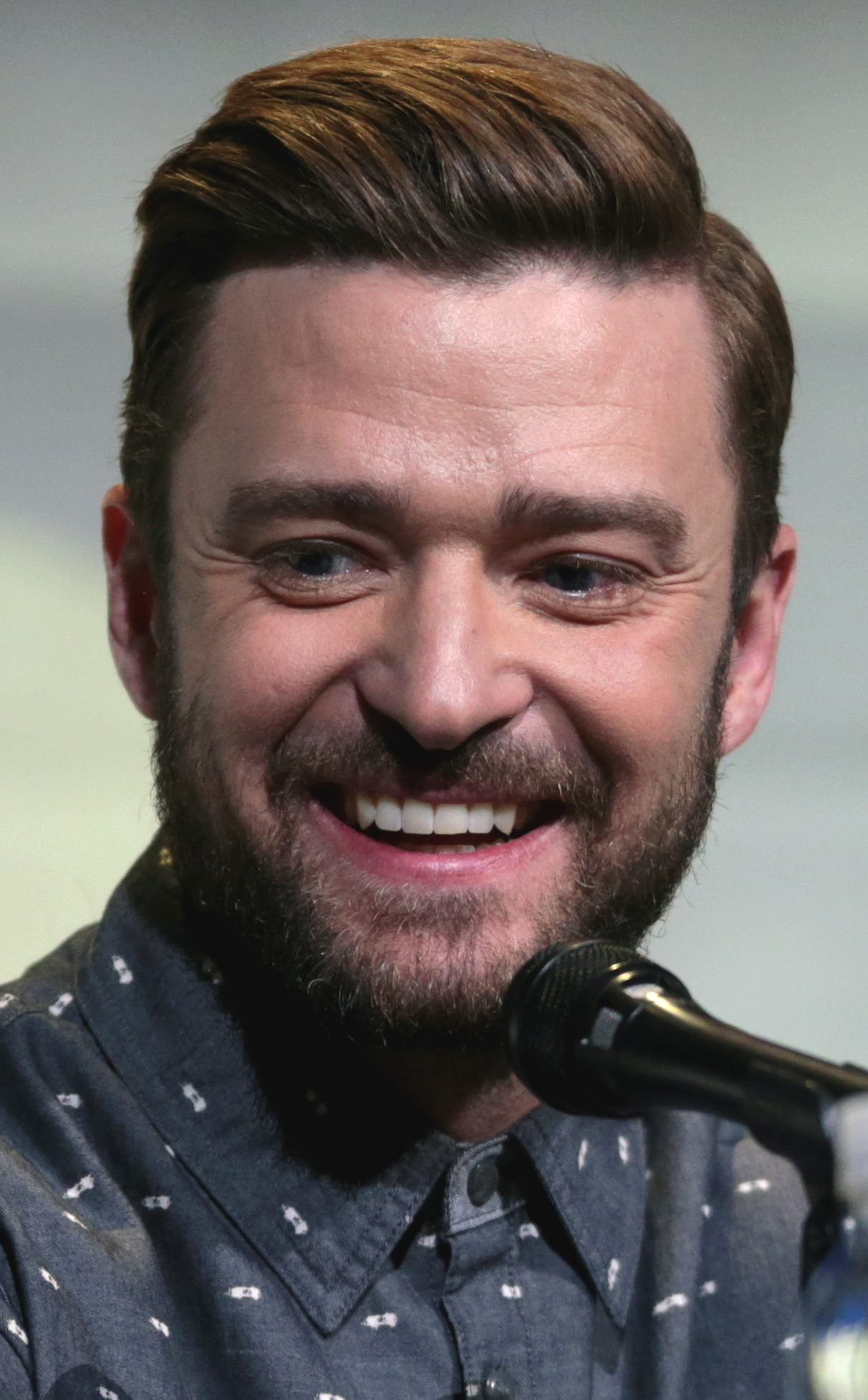
Com "Not a Bad Thing", seu sétimo número um na Pop Songs, Justin Timberlake ultrapassou Bruno Mars como o cantor com mais lideranças no periódico.

| † | Indica o single com melhor desempenho em 2014. |

| Data            | Canção                | Artista                       | Ref.   |
| --------------- | --------------------- | ----------------------------- | ------ |
| 4 de janeiro    | "The Monster"         | Eminem com Rihanna            | [ 9 ]  |
| 11 de janeiro   | "The Monster"         | Eminem com Rihanna            | [ 10 ] |
| 18 de janeiro   | "The Monster"         | Eminem com Rihanna            | [ 11 ] |
| 25 de janeiro   | "Counting Stars"      | OneRepublic                   | [ 12 ] |
| 1º de fevereiro | "Timber‎"              | Pitbull com Kesha             | [ 13 ] |
| 8 de fevereiro  | "Timber‎"              | Pitbull com Kesha             | [ 14 ] |
| 15 de fevereiro | "Timber‎"              | Pitbull com Kesha             | [ 15 ] |
| 22 de fevereiro | "Dark Horse"†         | Katy Perry com Juicy J        | [ 16 ] |
| 1º de março     | "Dark Horse"†         | Katy Perry com Juicy J        | [ 17 ] |
| 8 de março      | "Dark Horse"†         | Katy Perry com Juicy J        | [ 18 ] |
| 15 de março     | "Dark Horse"†         | Katy Perry com Juicy J        | [ 19 ] |
| 22 de março     | "Dark Horse"†         | Katy Perry com Juicy J        | [ 20 ] |
| 29 de março     | "Happy"               | Pharrell Williams             | [ 21 ] |
| 5 de abril      | "Happy"               | Pharrell Williams             | [ 22 ] |
| 12 de abril     | "Happy"               | Pharrell Williams             | [ 23 ] |
| 19 de abril     | "Happy"               | Pharrell Williams             | [ 24 ] |
| 26 de abril     | "Talk Dirty"          | Jason Derulo com 2 Chainz     | [ 25 ] |
| 3 de maio       | "All of Me"           | John Legend                   | [ 26 ] |
| 10 de maio      | "All of Me"           | John Legend                   | [ 27 ] |
| 17 de maio      | "All of Me"           | John Legend                   | [ 28 ] |
| 24 de maio      | "All of Me"           | John Legend                   | [ 29 ] |
| 31 de maio      | "All of Me"           | John Legend                   | [ 30 ] |
| 7 de junho      | "Not a Bad Thing"     | Justin Timberlake             | [ 7 ]  |
| 14 de junho     | "Not a Bad Thing"     | Justin Timberlake             | [ 31 ] |
| 21 de junho     | "Fancy"               | Iggy Azalea com Charli XCX    | [ 32 ] |
| 28 de junho     | "Fancy"               | Iggy Azalea com Charli XCX    | [ 33 ] |
| 5 de julho      | "Fancy"               | Iggy Azalea com Charli XCX    | [ 34 ] |
| 12 de julho     | "Problem"             | Ariana Grande com Iggy Azalea | [ 4 ]  |
| 19 de julho     | "Problem"             | Ariana Grande com Iggy Azalea | [ 35 ] |
| 26 de julho     | "Am I Wrong"          | Nico & Vinz                   | [ 36 ] |
| 2 de agosto     | "Am I Wrong"          | Nico & Vinz                   | [ 37 ] |
| 9 de agosto     | "Rude"                | Magic!                        | [ 38 ] |
| 16 de agosto    | "Rude"                | Magic!                        | [ 39 ] |
| 23 de agosto    | "Rude"                | Magic!                        | [ 40 ] |
| 30 de agosto    | "Stay with Me"        | Sam Smith                     | [ 41 ] |
| 6 de setembro   | "Stay with Me"        | Sam Smith                     | [ 42 ] |
| 13 de setembro  | "Boom Clap"           | Charli XCX                    | [ 43 ] |
| 20 de setembro  | "Boom Clap"           | Charli XCX                    | [ 44 ] |
| 27 de setembro  | "Boom Clap"           | Charli XCX                    | [ 45 ] |
| 4 de outubro    | "All About That Bass" | Meghan Trainor                | [ 46 ] |
| 11 de outubro   | "All About That Bass" | Meghan Trainor                | [ 47 ] |
| 18 de outubro   | "All About That Bass" | Meghan Trainor                | [ 48 ] |
| 25 de outubro   | "Shake It Off"        | Taylor Swift                  | [ 49 ] |
| 1º de novembro  | "Black Widow"         | Iggy Azalea com Rita Ora      | [ 50 ] |
| 8 de novembro   | "Shake It Off"        | Taylor Swift                  | [ 51 ] |
| 15 de novembro  | "Habits (Stay High)"  | Tove Lo                       | [ 2 ]  |
| 22 de novembro  | "Habits (Stay High)"  | Tove Lo                       | [ 52 ] |
| 29 de novembro  | "Animals"             | Maroon 5                      | [ 53 ] |
| 6 de dezembro   | "Animals"             | Maroon 5                      | [ 54 ] |
| 13 de dezembro  | "Animals"             | Maroon 5                      | [ 55 ] |
| 20 de dezembro  | "Animals"             | Maroon 5                      | [ 56 ] |
| 27 de dezembro  | "Blank Space"         | Taylor Swift                  | [ 6 ]  |